# Prostheceraeus
Prostheceraeus is een geslacht van platwormen uit de familie van de Euryleptidae.

## Soorten
- Prostheceraeus albicinctus Lang, 1884
- Prostheceraeus albocinctus Lang, 1884
- Prostheceraeus argus (Quatrefage, 1845)
- Prostheceraeus flavomarginatus (Ehrenberg, 1831)
- Prostheceraeus floridanus Hyman, 1955
- Prostheceraeus giesbrechtii Lang, 1884
- Prostheceraeus maculosus (Verrill, 1892)
- Prostheceraeus meleagrinus (Kelaart, 1858)
- Prostheceraeus moseleyi Lang, 1884
- Prostheceraeus nigricornus Schmarda, 1859
- Prostheceraeus pseudolimax Lang, 1884
- Prostheceraeus roseus Lang, 1884
- Prostheceraeus rubropunctatus Lang, 1884
- Prostheceraeus violaceus (Delle-Chiaje, 1822)
- Prostheceraeus vittatus (Montagu, 1815)
- Prostheceraeus zebra Hyman, 1955